# Velennes (Oise)
Velennes è un comune francese di 253 abitanti situato nel dipartimento dell'Oise della regione dell'Alta Francia.

## Società

### Evoluzione demografica
Abitanti censiti